# Ben Rich
Benjamin Robert „Ben“ Rich (* 18. Juni 1925 in Manila; † 5. Januar 1995 in Ventura, Kalifornien) war ein US-amerikanischer Flugzeugkonstrukteur. Er war nach Kelly Johnson von 1975 bis 1991 der zweite Direktor der berühmten Skunk Works von Lockheed in Burbank, Kalifornien. Unter seiner Leitung entstand dort das erste Tarnkappenflugzeug der Welt, die F-117A Nighthawk. Außerdem war er an der Entwicklung folgender Flugzeuge beteiligt: F-104, U-2, SR-71, A-12, und F-22.

## Auszeichnungen
Er war Mitglied der National Academy of Engineering und gewann während seiner Tätigkeit eine Vielzahl an Preisen, etwa die Collier Trophy. 2005 wurde er in die National Aviation Hall of Fame aufgenommen.